# Rivolta di Bobâlna
La rivolta di Bobâlna (in romeno Răscoala de la Bobâlna), nota anche come rivolta contadina della Transilvania (in ungherese erdélyi parasztfelkelés) o rivolta contadina di Bábolna, fu una rivolta popolare scoppiata nei territori orientali del regno d'Ungheria nel 1437. I tumulti scoppiarono quando Giorgio Lépes, vescovo della Transilvania, pretese il pagamento delle decime ecclesiastiche, il cui versamento era stato sospeso negli anni precedenti a causa di una svalutazione temporanea della moneta. Lépes, in particolare, aveva intimato il versamento degli arretrati in un'unica somma quando le monete di valore più elevato furono nuovamente emesse. La maggioranza dei cittadini comuni non appariva in grado di pagare quanto richiesto, ma ciononostante il vescovo non rinunciò alla sua pretesa e applicò l'interdetto e altre sanzioni ecclesiastiche con l'obiettivo di riscuotere il pagamento.
I contadini della Transilvania erano invero già indignati per l'aumento dei dazi e delle tasse in vigore dovute alla nobiltà e per l'introduzione di nuove gabelle promulgate durante i primi decenni del secolo. Il vescovo provò inoltre a riscuotere la decima dalla piccola nobiltà e dai rumeni ortodossi che si erano stabiliti nei terreni abbandonati dai contadini cattolici. Nella primavera del 1437, i cittadini comuni ungheresi e rumeni, perlopiù poveri originari di Kolozsvár (la moderna Cluj-Napoca, in Romania) e i piccoli nobili iniziarono a riunirsi sulla sommità piatta del monte Bábolna, vicino ad Alparét (Bobâlna) dove allestirono un accampamento fortificato. Il vescovo e suo fratello, Rolando Lépes, il vice del voivoda della Transilvania, radunarono le loro truppe per contrastare i ribelli. Anche il voivoda, i due conti dei siculi e molti aristocratici della Transilvania, si precipitarono sul posto per fornire assistenza.
I ribelli mandarono degli inviati al voivoda per informarlo delle loro rimostranze, ma i delegati furono catturati e giustiziati. Il voivoda invase l'accampamento nemico, dovendo però ritirarsi quando i contadini resistettero con successo e addirittura effettuarono un contrattacco, durante il quale molti nobili perirono. Per impedire ai ribelli di continuare la guerra, il vescovo e i principali esponenti della nobiltà avviarono delle trattative con gli inviati dei ribelli. Si giunse infine a un compromesso il 6 luglio nell'Abbazia di Kolozsmonostor. L'accordo ridusse l'importo della decima della metà, abolì la nona (un'imposta versata alla nobiltà), garantì il diritto di libera circolazione dei contadini e li autorizzò a tenere un'assemblea annuale per garantire il rispetto dell'accordo.
I nobili, i conti dei siculi e i delegati delle signorie sassoni conclusero una «unione fraterna» contro i loro nemici a Kápolna (Căpâlna). I contadini ribelli lasciarono il loro accampamento e si diressero verso Dés (Dej). A seguito di una battaglia avvenuta vicino alla città, il 6 ottobre le parti conclusero un nuovo accordo che prevedeva un aumento dell'affitto dovuto dai contadini ai proprietari terrieri. Poco dopo, gli insorti invasero l'abbazia di Kolozsmonostor e si impossessarono di Kolozsvár e Nagyenyed (Aiud). Gli eserciti congiunti del voivoda di Transilvania, dei conti dei siculi e dei seggi sassoni costrinsero i rivoltosi alla resa nel gennaio 1438. I capi della rivolta furono giustiziati e altri insorti furono mutilati durante l'assemblea dei rappresentanti dei Tre Nazioni della Transilvania nel mese di febbraio.

## Contesto storico

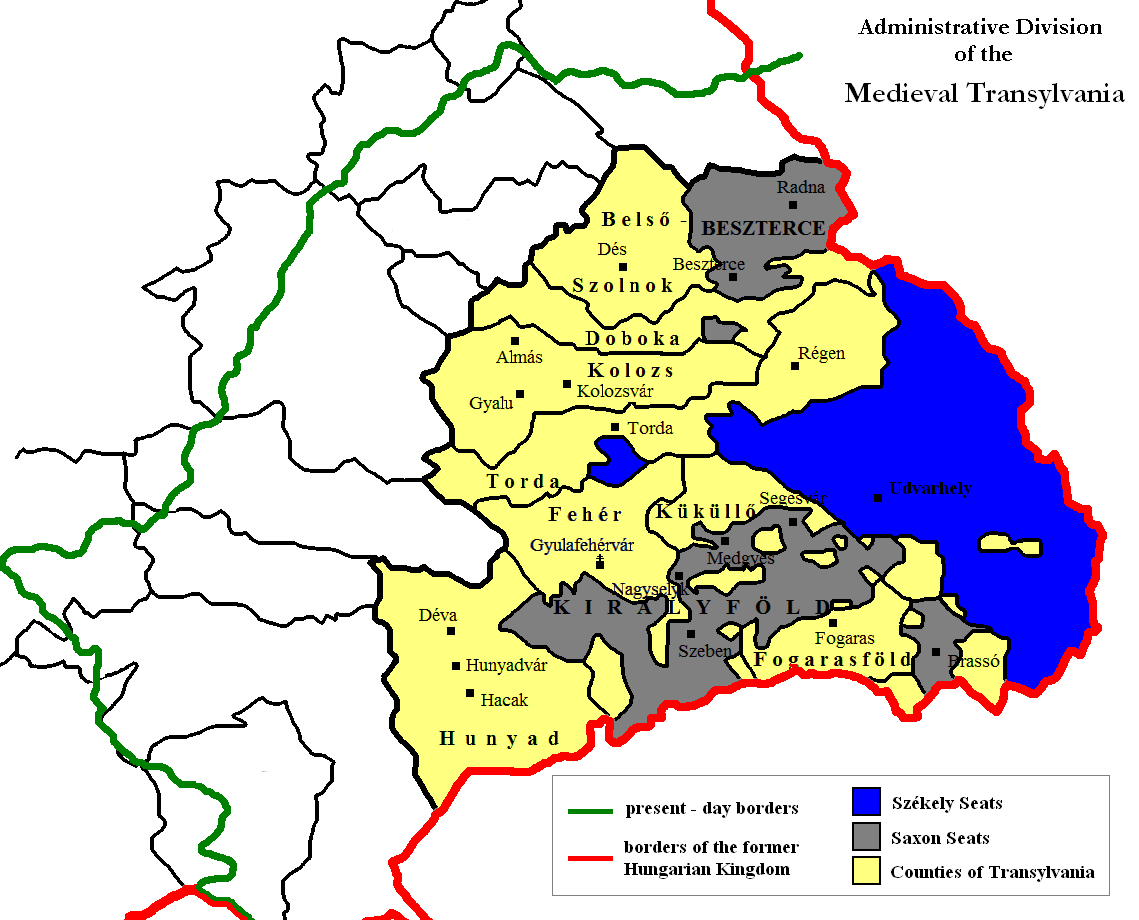
Suddivisioni amministrative della Transilvania medievale

La Transilvania (ovvero "la terra oltre le foreste") era una regione geografica che nel XV secolo faceva parte del regno d'Ungheria. Abitavano il territorio principalmente quattro gruppi etnici, ovvero gli ungheresi, i sassoni, i siculi e i romeni. Gli ungheresi, i siculi di lingua ungherese e i sassoni formavano comunità sedentarie, che vivevano in villaggi e città. Molti romeni erano invece pastori che pascolavano i loro greggi tra le montagne e la pianura, ma i monarchi e altri proprietari terrieri avevano concesso loro privilegi fiscali per favorire il loro insediamento nelle terre coltivabili a partire dalla seconda metà del secolo. I romeni inizialmente godevano di uno status speciale, in quanto ad esempio versavano soltanto delle tasse sulle loro pecore, mentre gli abitanti comuni romeni che vivevano in proprietà reali o private persero rapidamente le loro libertà. Per scopi amministrativi, la Transilvania era stata divisa in comitati e signorie. I sette comitati della Transilvania furono sottoposti alla autorità di un funzionario reale di alto rango, il voivoda della Transilvania. Le signorie erano le unità amministrative riservati alle comunità autonome sassoni e siculi.
I voivodi presiedevano le assemblee generali dei nobili, che si tenevano ogni anno in un prato vicino a Torda (Turda). Dall'inizio del XV secolo, i voivodi si recarono raramente la Transilvania, lasciando l'amministrazione dei comitati a loro uomini di fiducia, i vice-voivodi. I nobili della Transilvania furono esentati dalle tasse nel 1324. Agli aristocratici fu concesso il diritto di amministrare la giustizia ai contadini che vivevano nei loro possedimenti nel 1342. I prelati acquisirono lo stesso diritto proprio nei loro domini nella seconda metà del XIV secolo. Nel 1366, Luigi I d'Ungheria emanò il Decreto di Turda, ai sensi del quale un giuramento prestato da uno knez (o capo) romeno direttamente nominato dall'autorità centrale veniva equiparato, per volontà del re, al giuramento di un normale nobile, mentre gli altri knez venivano equiparati a quelli dei signori di un villaggio. La posizione giuridica degli knez era simile a quella dei "nobili della Chiesa" (Egyházi nemesek) e a quelli di altri gruppi di nobili prediali (prédiális nemes), ma i monarchi spesso li premiavano riservandogli importanti funzioni. I nobili romeni godevano degli stessi privilegi di quelli di etnia ungherese, circostanza che li rese a tutti gli effetti simili ai magiari. A dispetto di ciò, gli abitanti comuni romeni che vivevano nei loro possedimenti persero le proprie libertà.
I siculi, in quanto situati in una zona di frontiera, poterono vantare alcuni privilegi. Poiché combattevano nell'esercito reale, essi erano esentati dalla tassazione. Era un funzionario reale, il conte dei siculi, a rivestire il ruolo di loro capo supremo, mentre le signorie sicule erano amministrati da funzionari eletti. I sassoni vantavano invece del diritto di eleggere i magistrati delle loro circoscrizioni, oltre alla libertà personale e al pagamento di una tassa fissa. Le città sassoni più ricche, ovvero Bistritz, Hermannstadt e Kronstadt (Bistrița, Sibiu e Brașov), ospitavano ampi latifondi coltivati da centinaia di contadini. Decine di famiglie sassoni e sicule possedevano proprietà terriere nei comitati, tutelate dalle stesse leggi che interessavano i nobili. I principali esponenti sassoni e siculi venivano occasionalmente invitati a Torda per partecipare alle assemblee generali, circostanza la quale consentiva di coordinare meglio le politiche con gli ungheresi.
Le città situate nei comitati difficilmente potevano competere con i grandi centri sassoni. A Kolozsvár fu concesso il diritto di acquistare proprietà terriere dai nobili o da altri proprietari terrieri nel 1370, ma i borghesi erano considerati alla stregua contadini dai vescovi della Transilvania e dagli abati dell'Abbazia di Kolozsmonostor, che li obbligarono a pagare la nona (una tassa signorile) sui loro vigneti fino al 1409. I mercanti di Kolozsvár, Dés e di altri insediamenti della Transilvania erano esentati dalle tasse interne, ma i nobili spesso ignoravano quel privilegio, costringendo i mercanti a pagare i dazi mentre viaggiavano attraverso i loro domini.
Gli ungheresi, i sassoni e i siculi avevano abbracciato il cattolicesimo. L'Arcidiocesi di Transilvania comprendeva la maggior parte della provincia, mentre i sassoni della Transilvania meridionale rientrava nell'Arcidiocesi di Strigonio. Gli abitanti di fede cattolica dovevano pagare un tributo ecclesiastico, la decima, ma Giovanni XXIII esentò i nobili minori dal pagarla nel 1415. Ciononostante, Giorgio Lépes, il vescovo della Transilvania, ignorò questa disposizione, soprattutto dopo che Giovanni fu dichiarato antipapa. I romeni erano originariamente esenti dalla tassa ecclesiastica, ma Sigismondo di Lussemburgo, re d'Ungheria, decretò che anche i romeni che vivevano nei territori della Chiesa Cattolica avrebbero dovuto pagare la decima. Sigismondo si dimostrò un monarca assente, profondamente coinvolto nella politica europea; trascorse molto tempo fuori dall'Ungheria, specialmente negli altri suoi regni, come la Germania e la Boemia.
Gli ottomani cominciarono ad attaccare la Transilvania quasi ogni anno a partire dal 1420. I contadini dovettero contribuire economicamente in maniera sempre più crescente per fronteggiare gli ottomani. Fu con tale pretesto che spesso venne loro richiesto di versare "tasse straordinarie", come il cosiddetto utile della Camera (l'imposta tradizionalmente dovuta da ogni famiglia contadina al tesoro reale). Il re ordinò inoltre che un contadino ogni dieci dovesse prendere le armi in caso di attacco ottomano, malgrado questo ceto sociale fosse sempre stato escluso dall'assolvimento di obblighi militari. L'alloggio con il resto delle truppe si rivelò difficilmente sostenibile, perché spesso questa nuova categoria di soldati si trovava spesso costretta a fornire agli altri cibo e vestiti. Frattanto i proprietari terrieri iniziarono a riscuotere la nona ai contadini. Benché si trattasse di un dazio introdotto nel lontano 1351, esso non veniva raccolto con regolarità in Transilvania. Gli aristocratici tentarono pure di ostacolare la libera circolazione dei loro servi.
L'aumento delle tasse e i nuovi oneri infiammarono gli animi della gente comune. I sassoni della Transilvania riuscirono a sedare i loro servi ribelli solo con l'aiuto del vice-voivoda Rolando Lépes nel 1417. Gli eserciti congiunti dei comitati e delle signorie sassoni calmarono i siculi insorti soltanto nel 1433. All'inizio del 1434, i cittadini di Kronstadt dovettero chiedere aiuto al conte dei siculi contro i romeni rivoltosi presenti nel comitato di Fogaras. L'ideologia husssita, in particolare i concetti fatti propri dai Taboriti, un'ala religiosa molto radicale, iniziò a diffondersi tra i contadini dopo il 1430. Nel maggio 1436, Giorgio Lépes esortò l'inquisitore Giacomo della Marca a recarsi in Transilvania, poiché i predicatori hussiti avevano convertito molte persone alla loro fede nella sua diocesi.

## La rivolta

### Le azioni del vescovo Lépes

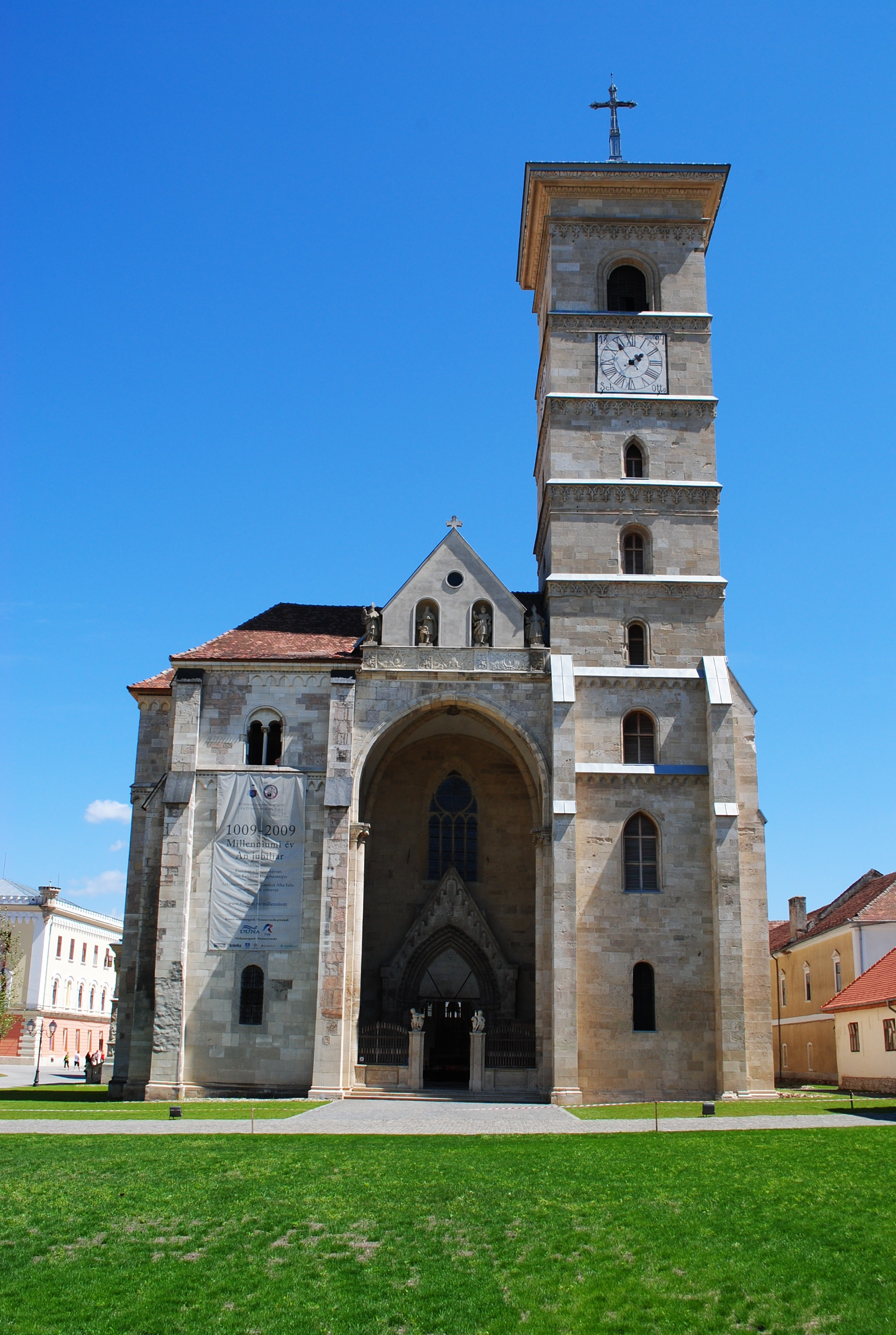
La Cattedrale di San Michele a Gyulafehérvár (Alba Iulia), seggio episcopale dei vescovi della Transilvania

Per far fronte agli oneri finanziari derivanti dalle guerre hussite e dalle campagne militari contro l'Impero ottomano, Sigismondo di Lussemburgo mise in circolazione delle monete d'argento di valore inferiore nel 1432. I nuovi centesimi erano conosciuti come quarti perché contenevano soltanto un quarto del contenuto d'argento della vecchia valuta. Il vescovo Lépes, sapendo che di lì a pochi anni sarebbero state coniate nuovamente monete di valore più elevato, sospese la riscossione della decima nel 1434.
Quando ciò avvenne, Lépes pretese il pagamento della decima in un'unica soluzione comprensiva degli anni precedenti. Gli storici hanno stimato che le famiglie di estrazione rurale dovevano pagare da sei a nove fiorini d'oro, sebbene il valore di un loro lotto medio fosse pari soltanto a 40 fiorini circa. La maggior parte di coloro che doveva versare il tributo non appariva in grado di pagare questa somma, soprattutto perché doveva comunque garantire il pagamento delle altre gabelle alla nobiltà.
Per scongiurare il rischio che le casse della Chiesa rimanessero vuote, il vescovo applicò delle sanzioni ecclesiastiche, ponendo interi villaggi sotto interdetto nell'estate del 1436. Scomunicò inoltre i piccoli nobili che si erano rifiutati di adempiere al pagamento della decima. Tuttavia, la maggior parte dei servi resistette e i loro signori non si dimostrarono disponibili a fornire sostegno al vescovo. Su richiesta dell'uomo di chiesa, il re ordinò al voivoda e agli ispán (o conti) dei comitati per garantire la riscossione della decima all'inizio di settembre. Il re decretò inoltre che tutti i contadini che non avessero pagato gli arretrati nel giro di un mese dalla scomunica avrebbero dovuto contribuire con dodici fiorini d'oro a titolo di mora.

### Scoppio della ribellione

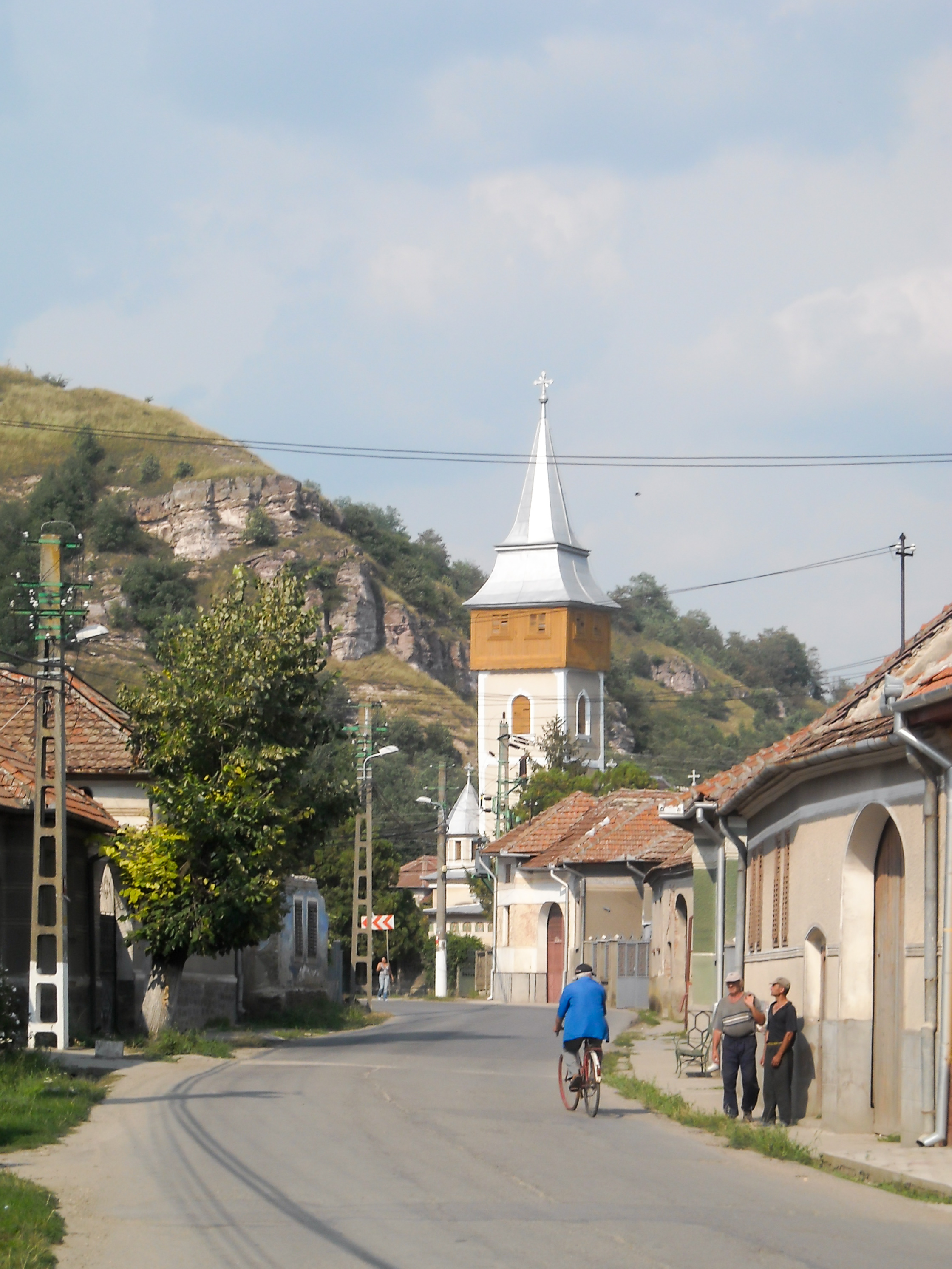
Le pendici del monte Bábolna viste dal villaggio omonimo in Transilvania

La rivolta esplose dapprima con dei disordini su piccola scala nella prima metà del 1437. Gli abitanti dei villaggi di Daróc, Mákó e Türe (Dorolțu, Macău e Turea) nel mese di marzo aggredì l'abate di Kolozsmonostor a Bogártelke (Băgara). Nel comitato di Alsó-Fehér (Alba inferiore) e nei dintorni di Déva (Deva), i servi della gleba si coalizzarono in piccole bande e attaccarono le residenze nobiliari. I contadini di Alparét e Bogáta (Bogata de Sus) furono i primi a stabilirsi sulla cima del vicino monte Bábolna nel mese di maggio o di giugno. Essendo circondata da alti burroni e fitte foreste, oltre che sviluppandosi su un altopiano lungo circa 7-8 ettari, la località costituiva un punto ideale per allestire un'adeguata difesa. Seguendo la strategia militare dei Taboriti, i ribelli stabilirono un accampamento sulla sommità piatta della montagna.
Un nobile minore, Antalio Nagy di Buda, giunse in quel luogo alla testa di un gruppo di contadini di Diós e Burjánosóbuda (Deușu e Vechea). Il valacco Mihai arrivò assieme agli abitanti di Virágosberek (Florești) e, poco dopo, i minatori di sale di Szék (Sic) e i poveri cittadini di Cluj si unirono ai contadini. Nel complesso, circa 5 000-6 000 uomini armati si radunarono sull'altopiano entro la fine di giugno, secondo le stime fornite dallo storico Lajos Demény.
Il vescovo Lépes e suo fratello, il vice-voivoda, cominciarono a radunare le loro truppe vicino all'accampamento dei contadini. Il voivoda assente, Ladislao Csáki, si affrettò a ritornare in Transilvania. Anche i conti dei siculi, Michele Jakcs ed Enrico Tamási, si unirono agli eserciti congiunti reclutati dal voivoda e dal vescovo. I giovani nobili che si unirono alla campagna volevano sferrare un assalto improvviso ai contadini, ma il vescovo suggerì di sedare gli animi intraprendendo dei negoziati. Il ritardo permise ai rivoltosi di completare la fortificazione del loro accampamento.

### Prima battaglia e compromesso
I contadini nominarono quattro inviati per informare il voivoda delle loro rimostranze. Si chiedeva a Csáki di porre fine agli abusi sulla riscossione delle decime e di persuadere il vescovo ad annullare i divieti da lui apposti. Si richiese inoltre di confermare il diritto dei servi alla libera circolazione. Anziché avviare dei negoziati, il voivoda fece torturare e giustiziare gli inviati dei ribelli alla fine di giugno. Ben presto invase l'accampamento nemico, ma fu respinto il suo esercito circondato. Durante la battaglia che seguì, molti nobili morirono e lo stesso vescovo Lépes riuscì a malapena a fuggire dal campo di battaglia.
I rappresentanti di entrambe le controparti avviarono dei negoziati all'inizio di luglio. I delegati dei ribelli furono nominati dai loro comandanti, tra cui Pál Nagy di Vajdaháza, che si auto-definiva «il portabandiera dell'universitas degli abitanti ungheresi e romeni di que[lla] parte della Transilvania». L'impiego del termine «universitas» lascia intuire che i contadini richiesero il riconoscimento delle loro libertà come comunità. Questi rimarcavano il loro bisogno di «riconquistare le libertà concesse loro dagli antichi re, libertà che erano state soppresse con ogni sorta di sotterfugi». Tale convinzione nasceva sulla base del fatto che le loro libertà fossero state riportate per iscritto in una carta durante il regno del primo re d'Ungheria, Stefano I. La loro fiducia in un «buon sovrano» che aveva assicurato il benessere dei suoi sudditi in una fantasiosa "età dell'oro" non era un fenomeno insolito nel Medioevo.
Le parti raggiunsero un compromesso che fu poi siglato nel monastero di Cluj il 6 luglio; in quella sede, si concordò che la decima sarebbe stata ridotta della metà Il pagamento degli affitti, delle tasse e delle altre imposte dovute ai proprietari terrieri e all'erario reale fu sospeso fino alla riscossione della decima. L'accordo abolì l'odiata nona e sancì che i contadini erano tenuti a pagare solo l'affitto ai proprietari terrieri. L'importo annuo di quest'ultimo tributo fu fissato a 10 denari, una cifra assai inferiore a quanto si doveva prima degli scontri. I nobili riconoscevano inoltre il diritto degli umili alla libera circolazione, che poteva essere limitato soltanto qualora il contadino non avesse adempiuto ai suoi obblighi nei confronti del proprietario terriero. Per vigilare sull'esecuzione dell'intesa, i contadini furono autorizzati a indire un'assemblea annuale sul monte Bábolna. La loro assemblea aveva il diritto di punire i nobili che avevano infranto il patto.
Quanto statuito a Kolozsmonostor prevedeva che i «delegati dei nobili e degli abitanti del regno» chiedessero a Sigismondo di Lussemburgo di spedire una copia autentica dello statuto di Stefano. I contadini concordarono che le disposizioni della carta dovevano essere applicate in caso di antinomia tra la carta e l'accordo di Kolozsmonostor. Fu previsto inoltre il diritto per gli umili di eleggere dei delegati e di avviare nuove trattative con i rappresentanti della nobiltà qualora lo statuto di Stefano non avesse regolato adeguatamente i loro obblighi nei confronti dei proprietari terrieri.

### Unione delle Tre Nazioni
Il vescovo e i nobili considerarono l'accordo di Kolozsmonostor alla stregua di un compromesso temporaneo. La loro strategia era quella di concedere un rilassamento dei ribelli e una smobilitazione al fine di concedere del tempo per radunare nuove truppe. Riunitisi a Kápolna, aprirono le trattative con i conti siculi e i delegati delle signorie sassoni. Fu questa la prima occasione in cui i rappresentanti dei nobili, dei siculi e dei sassoni tennero un'assemblea congiunta indissero l'autorizzazione del monarca. Lì conclusero un'"unione fraterna" contro i loro nemici all'inizio di settembre, impegnandosi a fornirsi reciproca assistenza militare contro le minacce sia interne che esterne. Pare che il vescovo avesse esentato in quella sede la piccola nobiltà dal pagamento della decima, come riferito da Demény, poiché la Dieta dell'Ungheria decretò che i nobili non erano tenuti a contribuire alla decima nel 1438.

### Seconda battaglia e secondo compromesso

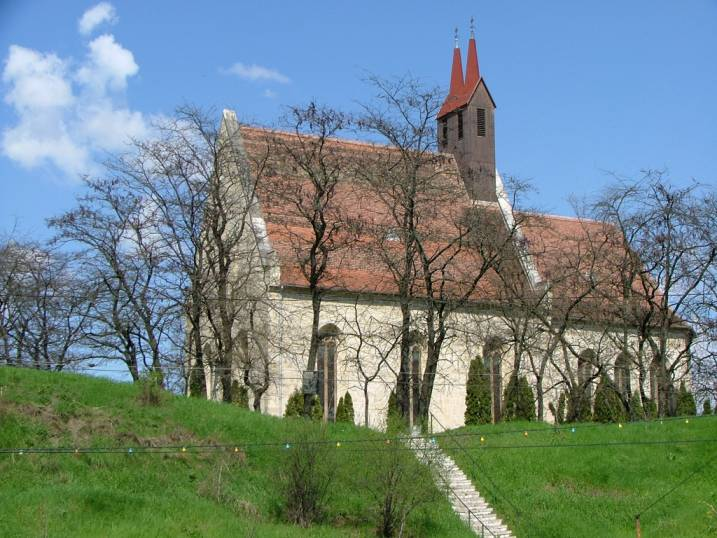
L'Abbazia di Kolozsmonostor (Mănăștur)

I rivoltosi abbandonarono il loro accampamento fortificato sul monte Bábolna, molto probabilmente per la necessità di nuove provviste. Si spostarono dunque verso Dés, saccheggiando i manieri dei nobili durante la loro marcia. Durante il tragitto, minacciarono di severe punizioni tutti coloro che non si sarebbero dimostrati disponibili a fornire loro appoggio. Stabilirono quindi un nuovo accampamento nei pressi delle rive del fiume Szamos (Someș), vicino alla città. Una nuova battaglia ebbe luogo tra i ribelli e i loro nemici vicino al campo alla fine di settembre.
Non essendo riusciti a sconfiggere i loro nemici, i nobili avviarono nuove trattative con loro a Dellőapáti (Apatiu). I rappresentanti delle controparti raggiunsero un nuovo compromesso il 6 ottobre, registrato perché riportato in nuova carta scritta nell'abbazia di Kolozsmonostor quattro giorni dopo. Per ragioni sconosciute, i contadini accettarono condizioni meno favorevoli di quelle del primo accordo. Secondo Demény, i loro rappresentanti molto probabilmente si erano resi conto che non potevano resistere a lungo.
Stando alla nuova intesa, l'importo minimo dell'affitto dovuto dai contadini ai proprietari terrieri fu aumentato a 12 denari all'anno; i contadini che possedevano appezzamenti più grandi dovevano pagare dai 25 ai 100 denari ai loro signori, un totale uguale alla somma pagabile prima della rivolta. Il nuovo accordo non determinava i "doni" che i contadini dovevano elargire ai proprietari terrieri, ma stabiliva soltanto che erano tenuti a soddisfare tale obbligo tre volte all'anno. Si confermava il diritto dei nobili di amministrare la giustizia nei confronti dei contadini che vivevano nei loro possedimenti, ma si prevedeva anche che i contadini potessero ricorrere contro la decisione dei loro signori al tribunale di un villaggio o di una piccola città vicina.

### Ultima fase
Il secondo patto summenzionato fu nuovamente considerato da entrambe le parti come un compromesso provvisorio. L'atto prescriveva che una delegazione congiunta di insorti e aristocratici fosse inviata al re, che si trovava a Praga, per chiedergli di intervenire nel ruolo di arbitro. Non esiste prova o comunque non si ha conoscenza della nomina dei delegati o dei loro partenza per Praga. Sigismondo di Lussemburgo morì poi il 9 dicembre 1437.
Sapendo che il loro accampamento sullo Szamos poteva essere facilmente attaccato, i rivoltosi marciarono verso Kolozsvár a ottobre o a novembre. Dopo aver invaso e saccheggiato i possedimenti della famiglia dei Báthory a Fejérd (Feiurdeni), catturarono e decapitarono anche molti nobili prima di attaccare l'abbazia e costringere l'abate alla fuga. Un gruppo di ribelli prese possesso di Nagyenyed con l'aiuto dei suoi abitanti più umili e di quelli degli insediamenti vicini. Anche la maggior parte dei cittadini di Kolozsvár simpatizzò con i ribelli, che entrarono così nella città senza incontrare alcuna resistenza. Un documento sassone ricorda che Antalio Nagy di Buda morì combattendo contro i nobili prima del 15 dicembre. Demény ha confutato la credibilità del resoconto, affermando che tutte le altre fonti indicano che i contadini resistevano ancora nel gennaio 1438.
Gli eserciti congiunti del nuovo voivoda, Desiderio Losonci, e Michele Jakcs assediarono Kolozsvár. Il 9 gennaio inviarono una lettera ai capi sassoni, esortandoli a inviare dei rinforzi per contribuire alla distruzione dei «contadini infedeli». Durante l'assedio, «nessun anima viva poteva uscire o entrare» nella città, secondo le testimonianze degli assedianti. Il blocco causò una carestia che costrinse i difensori ad arrendersi prima della fine di gennaio. I gruppi ribelli intorno a Nagyenyed furono sedati più o meno nello stesso periodo.

## Conseguenze

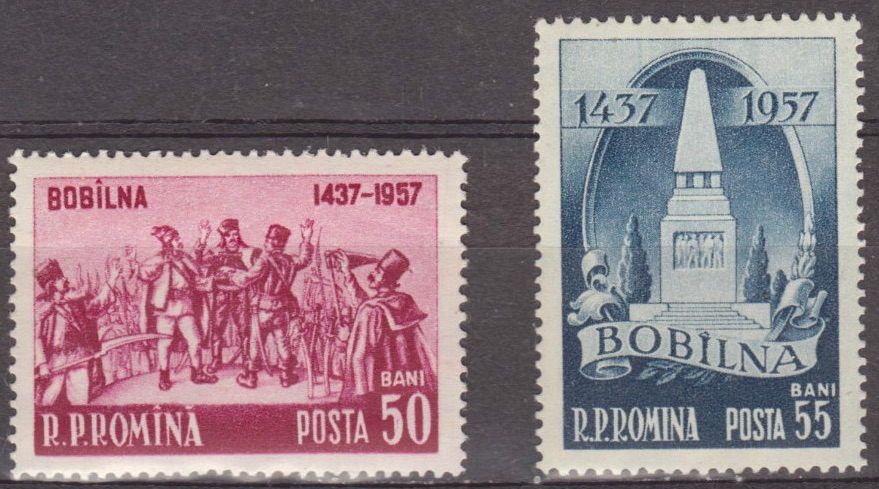
Coppia di francobolli commemorativi emessi dalla Repubblica Popolare di Romania nel 1957

I delegati dell'Unione delle Tre Nazioni della Transilvania, così come i nobili (compresi i nobili sassoni e romeni), siculi e sassoni, si riunirono a Torda il 2 febbraio 1438. Ribadendo in quell'occasione la loro "unione fraterna" contro i contadini ribelli e i predoni ottomani, essi uccisero nove comandanti dell'insurrezione. Altri difensori di Kolozsvár furono mutilati e, approfittando della vittoria, i principali nobili tentarono di recare nocumento ai propri nemici personali. Ad esempio, il voivoda che voleva impossessarsi di alcuni possedimenti dei Báthory accusò di aver collaborato con gli insorti. In rappresaglia per il suo sostegno prestato ai combattenti, Kolozsvár venne privata dei suoi diritti municipali il 15 novembre. Tuttavia, i cittadini ottennero il ripristino delle loro libertà con il sostegno di Giovanni Hunyadi il 21 settembre 1444.
Le missive dell'epoca descrivono all'unanimità la rivolta come una guerra contadina contro i loro signori. Il 22 luglio 1437, il giudice reale, Stefano III Báthory, definì gli eventi della Transilvania con la formula «la guerra dei contadini»; il 30 settembre Rolando Lépes riferì che un nobile era stato ferito «nella lotta generale contro i contadini»; e il vescovo Lépes parla della «guerra dei contadini» il 27 gennaio 1439. Altri documenti (compresi i verbali delle riunioni del consiglio comunale di Nagyenyed) sottolineavano che artigiani e anche i cittadini parteciparono ai tumulti. Nessuna fonte contemporanea testimonia che le rivalità etniche avessero giocato un qualche ruolo nella rivolta. Al contrario, la cooperazione dei cittadini comuni ungheresi e romeni durante la ribellione è ben documentata. Il primo compromesso tra ribelli e nobili menzionava esplicitamente le loro rimostranze comuni. Ad esempio, gli insorti si lamentarono del fatto che «sia gli ungheresi che i romeni che vivevano vicino ai castelli» erano stati arbitrariamente costretti a pagare la decima sui loro maiali e sulle loro api.

## Giudizio storiografico
Lo storico Joseph Held ha affermato che «la posizione conservatrice del moto contadino della Transilvania era simile a tumulti contadini simili del tardo medioevo scoppiati in altre parti d'Europa». I contadini desideravano soltanto garantire l'abolizione dei nuovi dazi imposti e il ripristino del livello tradizionale delle loro tasse, senza mettere in discussione la gerarcjia della società dell'epoca. D'altro canto, ha affermato Lajos Demény, i tumulti coinvolsero sempre più persone e si trasformarono in una «attacco generale contro la società feudale» in Transilvania. Entrambi gli storici hanno sostenuto in conclusione che i ribelli non riuscirono a raggiungere gli scopi principali per cui si erano coalizzati. Il diritto alla libera circolazione dei contadini venne parzialmente ripristinato, ma i proprietari terrieri furono in grado di ridurne nuovamente la portata durante l'ultimo decennio di secolo. Secondo lo storico Jean Sedlar, i contadini romeni «occupavano il gradino più basso della scala sociale, stando al di sopra dei soli servi della gleba» nella Transilvania medievale a causa della loro fede ortodossa. Tuttavia, nessun pregiudizio meramente etnico impedì ai romeni di acquisire terre e di unirsi al ceto aristocratico ungherese, a condizione che accettassero il cattolicesimo e adottassero uno stile di vita consono all'élite. Allo stesso tempo, il fatto che per fare carriera occorresse rinunciare all'identità romena impedì chiaramente a questo gruppo di sviluppare un senso di solidarietà etnica.

### Esplicative
1. ↑  Nell'articolo si menzionano sempre i nomi in rumeno degli insediamenti tra parentesi oltre alla versione ungherese, rispettando la circostanza che la Transilvania fa oggi parte della Romania.
2. ↑  Si trattava di persone che possedevano delle terre nei domini dei prelati più ricchi ed erano obbligati a fornire servizio militare e di altro genere ai loro signori.
3. ↑  Anche questi aristocratici erano obbligati a giurare fedeltà militare al proprio signore a prestargli servigio. I nobili della Chiesa rappresentavano invero una delle categorie di nobili prediali esistenti nell'Ungheria medievale.

### Bibliografiche
1. 1 2 3 4 5 6 7 8  Held (1977), p. 28.
2. ↑  Peter (1998), p. 185.
3. ↑  Makkai (1994), pp. 198, 222.
4. 1 2  Pop (2005), p. 233.
5. ↑  Held (1977), p. 200.
6. 1 2  Pop (2005), p. 227.
7. 1 2  Pop (2005), p. 232.
8. 1 2 3  Makkai (1994), p. 223.
9. 1 2  Makkai (1994), p. 207.
10. ↑  Pop (2005), p. 258.
11. 1 2  Demény (1987), p. 76.
12. ↑  Pop (2003), p. 123.
13. ↑  Makkai (1994), p. 215.
14. 1 2  Pop (2005), p. 221.
15. ↑  Makkai (1994), pp. 215-216.
16. 1 2  Makkai (1994), p. 218.
17. ↑  Engel (2001), p. 116.
18. ↑  Held (1977), pp. 28-29.
19. ↑  Engel (2001), p. 115.
20. ↑  Engel (2001), p. 114.
21. ↑  Pop (2005), pp. 232-233.
22. ↑  Demény (1987), pp. 32-33.
23. ↑  Makkai (1994), pp. 209-210.
24. ↑  Makkai (1994), p. 232.
25. ↑  Demény (1987), pp. 30 , 33.
26. ↑  Demény (1987), pp. 25-26.
27. ↑  Makkai (1994), p. 212.
28. ↑  Pop (2005), p. 238.
29. 1 2 3  Makkai (1994), p. 224.
30. ↑  Engel (2001), pp. 229-231.
31. 1 2 3 4  Pop (2005), p. 259.
32. 1 2 3 4  Held (1977), p. 29.
33. 1 2 3 4 5 6 7 8 9 10  Makkai (1994), p. 225.
34. 1 2  Demény (1987), p. 55.
35. ↑  Engel (2001), pp. 224-225, 227.
36. ↑  Makkai (1994), pp. 225-226.
37. ↑  Demény (1987), pp. 56-57.
38. ↑  Demény (1987), p. 84.
39. ↑  Demény (1987), p. 85.
40. ↑  Demény (1987), pp. 85-86.
41. ↑  Demény (1987), pp. 103-104.
42. ↑  Demény (1987), p. 112.
43. ↑  Engel (2001), p. 223.
44. 1 2  Engel (2001), p. 277.
45. 1 2 3 4 5 6 7  Held (1977), p. 30.
46. 1 2  Demény (1987), p. 114.
47. ↑  Demény (1987), p. 116.
48. ↑  Demény (1987), pp. 116-117.
49. ↑  Demény (1987), p. 117.
50. 1 2 3  Demény (1987), p. 120.
51. ↑  Held (1977), p. 31.
52. ↑  Demény (1987), p. 121.
53. ↑  Demény (1987), p. 123.
54. 1 2  Demény (1987), p. 128.
55. ↑  Demény (1987), p. 129.
56. 1 2  Held (1977), p. 32.
57. 1 2  Demény (1987), p. 130.
58. ↑  Demény (1987), p. 132.
59. ↑  Pop (2005), pp. 258-259.
60. 1 2 3 4 5  Held (1977), p. 33.
61. 1 2 3 4  Demény (1987), p. 153.
62. ↑  Held (1977), pp. 32-33.
63. 1 2 3 4 5 6 7  Held (1977), p. 34.
64. 1 2  Demény (1987), p. 154.
65. 1 2  Demény (1987), p. 156.
66. 1 2 3 4 5 6 7 8  Makkai (1994), p/ 226.
67. 1 2 3 4  Demény (1987), p. 159.
68. 1 2 3  Held (1977), p. 36.
69. 1 2  Demény (1987), p. 162.
70. ↑  Demény (1987), pp. 162-163.
71. 1 2  Demény (1987), p. 173.
72. ↑  Demény (1987), p. 168.
73. ↑  Demény (1987), pp. 168-169.
74. ↑  Demény (1987), p. 169.
75. ↑  Demény (1987), p. 171.
76. 1 2 3 4 5 6 7  Held (1977), p. 37.
77. ↑  Demény (1987), pp. 171, 175-176.
78. 1 2  Demény (1987), p. 179.
79. ↑  Demény (1987), p. 176.
80. ↑  Demény (1987), pp. 176-177.
81. 1 2 3  Demény (1987), p. 177.
82. ↑  Demény (1987), p. 178.
83. ↑  Makkai (1994), pp. 222, 226.
84. ↑  Held (1977), pp. 37-38.
85. ↑  Held (1977), p. 38.
86. ↑  Demény (1987), p. 180.
87. 1 2  Demény (1987), p. 185.
88. ↑  Demény (1987), pp. 185-186.
89. ↑  Held (1977), p. 35.
90. 1 2 3  Demény (1987), p. 184.
91. ↑  Demény (1987), p. 200.
92. ↑  Demény (1987), p. 201.
93. ↑  Demény (1987), p. 204.
94. ↑  Sedlar (1994), p. 404.